# Frank Gore
Pour les articles homonymes, voir Gore.
(en) Statistiques sur pro-football-reference
Franklin « Frank » Delano Gore, né le 14 mai 1983 à Miami (Floride), est un joueur américain de football américain. Il évolue au poste de running back dans le National Football League (NFL) pendant seize saisons, notamment avec les 49ers de San Francisco. Il est troisième au nombre de yards amassés à la course dans l'histoire de la NFL.
Il joue le football américain universitaire à l'université de Miami avant d'être selectionné au troisième tour de la draft 2005 par les 49ers. Il joue pour les 49ers pendant dix saisons avec qui il est selectionné à cinq Pro Bowls. Après sa carrière chez les 49ers, il joue pour les Colts d'Indianapolis pendant trois saisons avant de passer ses trois dernières saisons dans la ligue avec les Bills de Buffalo, les Dolphins de Miami, et les Jets de New York, respectivement.

## Biographie

### Carrière universitaire
Il intègre l'Université de Miami en 2001, et commence à jouer avec les Hurricanes de Miami. Dès sa saison de freshman, il court pour 820 yards et 12 touchdowns, avec une moyenne impressionnante de 9,3 yards par course, et est nommé Freshman de l'année de la Big East Conference. La saison suivante, en 2002, alors qu'il est pressenti pour être le running back titulaire devant Willis McGahee, il est victime d'une torsion du ligament croisé antérieur du genou gauche durant un entraînement, et est indisponible pour toute la saison. De retour en 2003, il court notamment pour plus de 100 yards durant quatre de ses cinq premiers matchs. En 2004, il finit à près de 1 000 yards courus.
Finalement, en 28 matchs avec les Hurricanes, il cumule 1 975 yards à la course pour une moyenne de 5,7 par course, 17 touchdowns et 985 yards à la réception pour 25 passes.

### Carrière professionnelle
Il est drafté en 65e position (troisième tour) par les 49ers de San Francisco en 2005.

#### Saison 2005
Pour sa saison de rookie, et alors qu'il n'est pas le running back titulaire, il mène les Niners en termes de yards courus avec 608 yards à la course en 14 matchs et aide l'attaque de son équipe, en difficulté durant toute la saison. Il inscrit également 3 touchdowns, réceptionne 13 passes pour 131 yards et il obtient son premier match professionnel à plus de 100 yards lors d'une victoire face aux Texans de Houston durant la dernière journée.

#### Saison 2006
Désigné titulaire, la saison 2006 permet à Gore de s'imposer comme l'un des meilleurs running backs de la NFL. Il devient surtout l'arme offensive principale des 49ers, qui se reposent sur lui en l'absence d'attaque aérienne solide. Bien qu'il soit victime de nombreux fumbles en début de saison (un fumble durant chacun des quatre premiers matchs), il corrige ce souci par la suite et réalise 9 matchs à plus de 100 yards courus, dont un lors de la 11e journée où il court pour 212 yards. Il termine cette saison avec 1 695 yards parcourus et 8 touchdowns en 312 courses et parvient à battre le record de yards courus par un Niner, dépassant les 1 570 yards de Garrison Hearst en 1998. Il mène également son équipe au niveau aérien, avec 61 réceptions pour 485 yards et un touchdown.
Au total, il est nommé deux fois Joueur Offensif NFC de la semaine (5e et 11e semaines) et est sélectionné pour son premier Pro Bowl.

#### Saison 2007

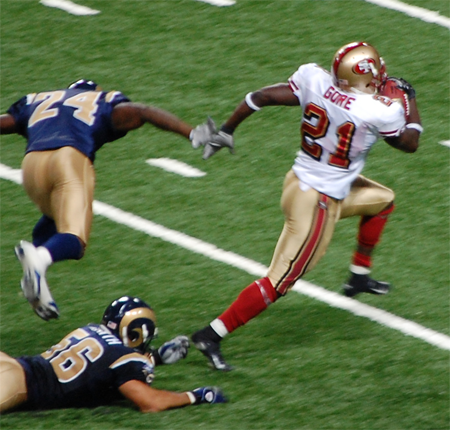
Frank Gore contre les Rams de Saint-Louis en 2007.

Avant la saison 2007, il signe une extension de contrat de 28 millions de dollars et annonce avoir pour objectif de battre le record d'Eric Dickerson du plus grand nombre de yards courus en une saison. Pourtant, blessé, il rate l'ensemble de la préparation de pré-saison, puis subit le décès de sa mère dès le début de la saison. Il réalise ainsi une saison en demi-teinte : s'il termine avec tout de même 1 102 yards à la course et 436 à la réception, il n'inscrit que 6 touchdowns au total et ne réalise que deux matchs à plus de cent yards courus, loin de ses ambitions d'intersaison.

#### Saison 2008
Cette saison 2008 se déroule sur les mêmes bases que la précédente : Gore réalise 3 matchs à plus de 100 yards et finit avec 1 036 yards courus et 6 touchdowns. Il devient en tout cas le premier running back des 49ers à courir pour plus de 1 000 yards durant trois saisons de suite.

#### Saison 2009
Après un premier match de saison délicat, où il ne court que pour 22 yards, il réalise ensuite le deuxième match à plus de 200 yards de sa carrière au cours d'une victoire face aux Seahawks de Seattle, où il inscrit deux touchdowns après des courses de 79 et 80 yards, devenant le deuxième joueur de l'histoire de la NFL à inscrire deux touchdowns de plus de 75 yards à la course dans un même match derrière Barry Sanders en 1997. Il enregistre ensuite quatre autres matchs à plus de cent yards et termine la saison avec 1 120 yards parcourus et 10 touchdowns, un bon bilan sachant qu'il a notamment manqué deux matchs complets du fait d'une blessure à la cheville. Cette bonne saison lui permet d'être honoré de sa deuxième invitation au Pro Bowl.

#### Saison 2010
Alors qu'il entame un bon début de saison, avec quatre matchs à plus de cent yards et 853 yards courus en 11 matchs, il subit une grave blessure à la hanche durant la 12e journée qui l'oblige à rester éloigné des terrains jusqu'à la fin de la saison.

#### Saison 2011
Gore signe une nouvelle extension de contrat durant l'inter-saison, garantissant sa présence jusqu'en 2014. Cette saison est également celle des changements du côté des Niners : équipe moyenne, voire médiocre, depuis le début des années 2000 avec aucune saison positive depuis 2002, les 49ers décident de modifier leur direction en recrutant Jim Harbaugh comme entraîneur-chef, un coach dont la philosophie offensive est centrée sur un jeu de course solide correspondant bien à Gore.
Si les premiers matchs de Gore sous ce nouveau coaching sont difficiles, cela change à partir du quatrième match de la saison où il court pour 127 yards et 1 touchdown en seulement 15 courses face aux Eagles de Philadelphie. Gore enchaîne ensuite quatre autres matchs à plus de cent yards à chaque fois. Il vit néanmoins ensuite l'un des pires matchs de sa carrière, contre les Giants de New York, où il ne parvient pas à engranger le moindre yard en six courses avant de quitter le match pour blessure légère. La suite de la saison est meilleure et il finit avec 1 211 yards parcourus et 8 touchdowns en 282 courses et est l'un des acteurs du succès des 49ers cette saison qui terminent sur le bilan de 13-3 et le titre de leur division. Ces bons résultats lui permettent ainsi de jouer ses premiers matchs de play-offs : efficace lors du premier match de Division face aux Saints de La Nouvelle-Orléans, où il enregistre notamment une course de 42 yards, il ne parvient pas à être décisif malgré 74 yards parcourus lors de la défaite de son équipe en Finale de Conférence NFC face aux futurs vainqueurs du Super Bowl XLVI, les Giants. Il est néanmoins de nouveau invité au Pro Bowl à l'issue de la saison.

#### Saison 2012

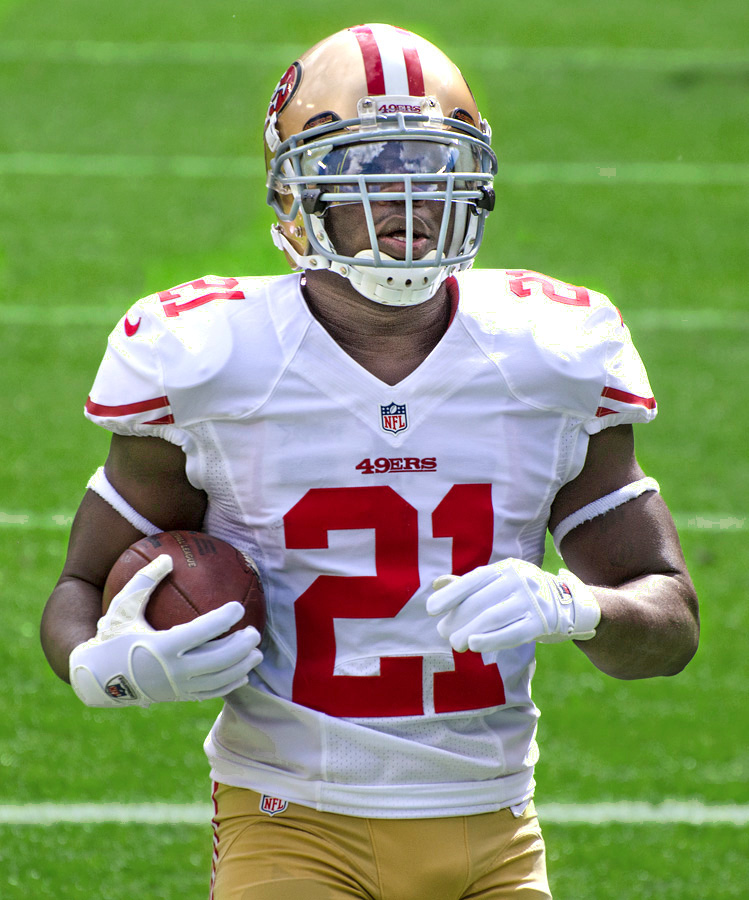
Frank Gore en 2012

Cette saison installe Gore comme moteur de l'attaque des Niners : s'il accomplit peu de performances impressionnantes, avec seulement trois matchs à plus de 100 yards, il réalise 13 matchs sur 16 à plus de 60 yards et sert grandement son équipe pour gagner du terrain et obtenir des premières tentatives. Il termine tout de même avec 1 214 yards et 8 touchdowns à la course, des performances très semblables à sa saison précédente, et reçoit sa quatrième invitation pour le Pro Bowl.
En play-offs, il réalise un excellent match de Division en courant pour 119 yards et 1 touchdown durant la victoire des 49ers face aux Packers de Green Bay. Il est de nouveau décisif la semaine suivante, en Finale de Conférence, où ses deux touchdowns pour 90 yards courus permettent à son équipe de rattraper puis de battre les Falcons d'Atlanta et de s'ouvrir les portes du Super Bowl XLVII. Là, malgré un bon match individuel de Gore qui court pour 110 yards et inscrit un touchdown, son équipe s'incline 34-31 face aux Ravens de Baltimore.

#### Saison 2013
Gore joue les 16 matchs de la saison régulière et 3 matchs de playoff. Il totalise 1 128 yards et 9 touchdowns sur la saison.

#### Saison 2015
En mars 2015, il signe aux Colts d'Indianapolis.

#### Saison 2018
Le 22 mars 2018, il signe pour une saison aux Dolphins de Miami. Blessé au pied droit le 16 décembre, Gore doit mettre un terme à sa saison prématurément, mettant fin à une série de 126 rencontres disputées consécutivement. Il devient le coureur ayant couru pour plus de 500 yards consécutivement avec quatorze saisons au-delà de ce seuil.

#### Saison 2019
En mars 2019, Frank Gore rempile pour une nouvelle saison en NFL, cette-fois ci avec le club des Bills de Buffalo,. Il est le coureur le plus âgé de la NFL à 36 ans. Quatrième joueur de l'histoire de la NFL à passer la barre des 15 000 yards à la course, il dépasse Barry Sanders en cours de saison pour être troisième du classement des yards amassés à la course.

#### Saison 2020
Le 6 mai 2020, Gore signe aux Jets de New York.
Le 30 décembre 2020, il est placé sur la liste des réservistes blessés.

#### Retraite
Le 2 juin 2022, Frank Gore prend sa retraite sportive après avoir signé un contrat d'un jour avec les 49ers.

## Statistiques
| Année  | Équipe                 | MJ     |       | Courses | Courses | Courses | Courses |       | Passes réceptionnées | Passes réceptionnées | Passes réceptionnées | Passes réceptionnées |  | Fumbles | Fumbles |
| Année  | Équipe                 | MJ     | Nb.   | Yards   | Moy.    | TD      | Nb.     | Yards | Moy.                 | TD                   | Nb.                  | Perdus               |  |         |         |
| 2005   | 49ers de San Francisco | 14     | 127   | 608     | 4,8     | 3       | 15      | 131   | 8,7                  | 0                    | 2                    | 2                    |  |         |         |
| 2006   | 49ers de San Francisco | 16     | 312   | 1 695   | 5,4     | 8       | 61      | 485   | 8                    | 1                    | 6                    | 5                    |  |         |         |
| 2007   | 49ers de San Francisco | 15     | 260   | 1 102   | 4,2     | 5       | 53      | 436   | 8,2                  | 1                    | 4                    | 3                    |  |         |         |
| 2008   | 49ers de San Francisco | 14     | 240   | 1 036   | 4,3     | 6       | 43      | 373   | 8,7                  | 2                    | 6                    | 3                    |  |         |         |
| 2009   | 49ers de San Francisco | 14     | 229   | 1 120   | 4,9     | 10      | 52      | 406   | 7,8                  | 3                    | 4                    | 2                    |  |         |         |
| 2010   | 49ers de San Francisco | 11     | 203   | 853     | 4,2     | 3       | 46      | 452   | 9,8                  | 2                    | 4                    | 2                    |  |         |         |
| 2011   | 49ers de San Francisco | 16     | 282   | 1 211   | 4,3     | 8       | 17      | 114   | 6,7                  | 0                    | 2                    | 2                    |  |         |         |
| 2012   | 49ers de San Francisco | 16     | 258   | 1 214   | 4,7     | 8       | 28      | 234   | 8,4                  | 1                    | 2                    | 1                    |  |         |         |
| 2013   | 49ers de San Francisco | 16     | 276   | 1 128   | 4,1     | 9       | 16      | 141   | 8,8                  | 0                    | 3                    | 3                    |  |         |         |
| 2014   | 49ers de San Francisco | 16     | 255   | 1 106   | 4,3     | 4       | 11      | 111   | 10,1                 | 1                    | 2                    | 2                    |  |         |         |
| 2015   | Colts d'Indianapolis   | 16     | 260   | 967     | 3,7     | 6       | 34      | 267   | 7,9                  | 1                    | 4                    | 3                    |  |         |         |
| 2016   | Colts d'Indianapolis   | 16     | 263   | 1 025   | 3,9     | 4       | 38      | 277   | 7,3                  | 4                    | 2                    | 1                    |  |         |         |
| 2017   | Colts d'Indianapolis   | 16     | 261   | 961     | 3,7     | 3       | 29      | 245   | 8,4                  | 1                    | 3                    | 0                    |  |         |         |
| 2018   | Dolphins de Miami      | 14     | 156   | 722     | 4,6     | 0       | 12      | 124   | 10,3                 | 1                    | 1                    | 0                    |  |         |         |
| 2019   | Bills de Buffalo       | 16     | 166   | 599     | 3,6     | 2       | 13      | 100   | 7,7                  | 0                    | 0                    | 0                    |  |         |         |
| 2020   | Jets de New York       | 15     | 187   | 653     | 3,5     | 2       | 16      | 89    | 5,6                  | 0                    | 1                    | 1                    |  |         |         |
| Totaux | Totaux                 | Totaux | 3 735 | 16 000  | 4,3     | 81      | 484     | 3 985 | 8,2                  | 18                   | 47                   | 31                   |  |         |         |

## Palmarès
- Pro Bowls : 2006, 2009, 2011, 2012 et 2013
- Deuxième équipe All-Pro : 2006
- Champion de conférence NFC en 2012
- Meneur de la NFC du nombre de yards à la course : 2006